# 三百 (文藝復興)
三百（義大利語：Trecento）来自於義大利语“一千三百”（/treɪˈtʃɛntoʊ/, also 美國 /trɛˈ-/, 義大利語：[ˌtreˈtʃɛnto]），指1300年至1399年间義大利文藝復興时期一系列文化和艺术事件。

## 視覺藝術
14世紀被認為是義大利文藝復興的開端，或至少是藝術史上的原始文藝復興。14世紀畫家包括喬托·迪·邦多內以及本世紀義大利最重要的錫耶納畫派畫家，其中包括杜喬·迪·博尼塞尼亞、西蒙尼·馬蒂尼、利波·梅米（Lippo Memmi）、安布羅喬·洛倫澤蒂和他的兄弟彼得羅·洛倫澤蒂。
重要的雕塑家包括喬凡尼·皮薩諾的兩位學生：阿諾爾福·迪·坎比奧（Arnolfo di Cambio）、蒂諾·迪·卡邁諾（Tino di Camaino）及博尼諾·達·坎皮奧內（Bonino da Campione）。